# 禁じられた遊び (テレビ番組)
『禁じられた遊び』（きんじられたあそび）は、2002年4月11日から2003年3月20日までフジテレビで放送されていたアミューズ・フジテレビ共同制作の情報バラエティ番組。全42回。日産自動車の一社提供。放送時間は毎週木曜 24:40 - 25:10。

## 概要
セラピストの「望谷女南」（のぞみたにじょなん、別の読み方をするともうやめな）が、自分の趣味を好きになりすぎてやめられなくなった人々に、その趣味と関わりがある物の魅力をしっかり伝えることで自分と趣味との関係を見直し、しっかりとした道を見つけさせるという設定の知的情報番組である。各回の内容やゲスト出演者については、フジテレビ公式サイト内の番組公式ページならびに後述の関連書籍を参照。
2002年4月からのレギュラー放送以前にも、伊武雅刀、南果歩をセラピスト役に起用したパイロット版が2回放送された。
本番組の終了後も、木曜深夜に放送の『お厚いのがお好き?』→『ニューデザインパラダイス』→金曜深夜に放送の『アイデアの鍵貸します』→『エコラボ〜もったいない博士の異常な愛情』と、企画：小山薫堂、製作：アミューズ、提供：日産の知的情報番組シリーズが6年間続いた。

## スタッフ・キャスト
- セラピスト：望谷女南：篠井英介
- ナレーション：ふかみ：深見梨加
- 企画：小山薫堂
- 演出：片岡K、大島新、津坂健一、小林浩司
- イラストレーター：五月女ケイ子
- プロデューサー：大林里枝
- 制作：アミューズ、フジテレビジョン
- 提供：日産自動車

## 関連書籍
- 明解禁じられた遊び総合資料集：写真・年表・ワーク付（2003年5月、宮内正喜、フジテレビ出版、扶桑社、ISBN 4-594-03933-2）